# التجمع من أجل الجمهورية (تشاد)
التجمع من أجل الجمهورية (بالفرنسية: Rassemblement pour la République - Lingui)‏ هو حزب سياسي في تشاد. في الانتخابات التشريعية التي أجريت في 21 أبريل 2002، فاز الحزب وفقًا للاتحاد البرلماني الدولي بمقعد واحد من أصل 155 مقعدًا.